# Евгени Рошал
Евгени Лазаревич Роша́л (на руски: Евгений Лазаревич Рошал) е руски програмист, автор на файловия мениджър FAR Manager, форма́та за компресиране RAR, архиваторите RAR и WinRAR.

## Биография
Завършва специалност „Изчислителни машини, комплекси, системи и мрежи“ в Приборостроителния факултет на Челябинския политехнически институт (днес Южноуралски държавен университет).
През есента на 1993 г. пуска първата публична версия на архиватора RAR 1.3, а през есента на 1996 г. – FAR Manager. По-късно, с нарастването на популярността на Microsoft Windows, пуска за Windows архиватора WinRAR.
Желаейки да се съсредоточи на усъвършенстване на формата и архиваторите RAR и WinRAR, Евгени Рошал прекратява работата над файловия мениджър FAR Manager (2000) и предава авторските права върху него на група програмисти от FAR Group. предава също (2004) авторските права върху програмите RAR и WinRAR по-големия си брат Александър, оставайки само разработчик.